# 三硫化钛
三硫化钛（TiS3）是一种无机化合物，化学式为TiS3，它由一个Ti4+、一个S2−和一个S22−构成。它可由化学气相输运制得。
TiS3具有层状结构，层间作用力较弱，可剥离。剥离的TiS3层可用于场效应晶体管。